# آرتور کامینگ (اسکیت باز)
آرتور کامینگ (انگلیسی: Arthur Cumming؛ ۸ مهٔ ۱۸۸۹ – ۹ مهٔ ۱۹۱۴) اسکیت‌باز نمایشی اهل بریتانیا بود.